# Insmouse no Yakata
Insmouse no Yakata (インスマウスの館, "Hall of INSUMAUSU") é um jogo eletrônico exclusivamente japonês lançado para Virtual Boy, em 1995.
Insmouse no Yakata é o único jogo de tiro em primeira pessoa para o Virtual Boy e é baseado em um filme independente que é baseado no livro "The Shadow over Innsmouth", escrito por H. P. Lovecraft.